# Timofeï Mikhaïlov
 (novembre 2017).
Si vous disposez d'ouvrages ou d'articles de référence ou si vous connaissez des sites web de qualité traitant du thème abordé ici, merci de compléter l'article en donnant les références utiles à sa vérifiabilité et en les liant à la section « Notes et références ».
Timofeï Mikhaïlovitch Mikhaïlov (en russe : Тимофей Михайлович Михайлов), né le 22 janvier (3 février) 1859 à Smolensk et mort par pendaison le 3 avril 1881 à Saint-Pétersbourg, est un militant révolutionnaire russe membre du mouvement Narodnaïa Volia. Il participa à l'attentat qui tua le tsar Alexandre II de Russie. 

## Biographie
Timofeï Mikhaïlov, fils d'un paysan, est né à Smolensk en 1859. Par la suite, il déménage à Saint-Pétersbourg où il trouve du travail dans une usine de chaudronnerie. Il rencontre des militants révolutionnaire et adhère à l'organisation Terre et Liberté. En 1879, lors de la scission du mouvement, il rejoint ceux qui créent le mouvement Narodnaïa Volia.
Timofeï Mikhaïlov participe au complot visant à assassiner le tsar Alexandre II de Russie. Ce dernier est tué lors de l'attentat du 1er mars 1881. Deux jours plus tard, il est dénoncé ainsi que ses camarades par l'un des leurs, Nikolaï Rysakov.
Timofeï Mikhaïlov est arrêté, jugé pour régicide et condamné à mort en tant que membre des Pervomartovtsi. Il est pendu avec quatre autres de ses camarades le 1er avril 1881 à Saint-Pétersbourg. La corde casse deux fois sous son poids. Il faut la renforcer pour finalement réussir à le pendre lors de la troisième tentative.